# Mercado central de Liubliana
El Mercado central de Liubliana (en esloveno: Osrednja ljubljanska tržnica) se localiza en la capital de Eslovenia y fue diseñado por Jože Plečnik entre 1931 y 1939. El edificio del mercado se extiende entre el Puente Triple y el Puente de los Dragones, en la orilla derecha del río Ljubljanica. El mercado y la plaza Vodnik (Vodnikov trg), en la que se encuentra, son monumentos culturales de importancia nacional. Se encuentra en parte en el Muelle de Adamič y Lunder (Adamič-Lundrovo nabrežje) y en la Plaza Pogačar (Pogačarjev trg). 

## Historia
El terremoto de 1895 destruyó un antiguo monasterio con un colegio diocesano para niñas. Tras ser desmantelado el edificio dañado, la Plaza Vodnik acogió un mercado al aire libre. El actual edificio del mercado, diseñado por el arquitecto Jože Plečnik, fue construido entre 1940 y 1942 por la empresa de Matko Curk. En un principio se extendía sobre una superficie de 1.876 metros cuadrados.